# Sumampattus
Genre
Sumampattus est un genre d'araignées aranéomorphes de la famille des Salticidae.

## Distribution
Les espèces de ce genre se rencontrent en Amérique du Sud.

## Liste des espèces
Selon World Spider Catalog (version 24, 16/04/2023) :
- Sumampattus hudsoni Galiano, 1996
- Sumampattus pantherinus (Mello-Leitão, 1942)
- Sumampattus quinqueradiatus (Taczanowski, 1878)
- Sumampattus verae Marta, Figueiredo & Rodrigues, 2023

## Systématique et taxinomie
Ce genre a été décrit par Galiano en 1983 dans les Salticidae.

## Publication originale
- Galiano, 1983 : « Descripcion de Sumampattus nuevo genero (Araneae, Salticidae). » Physis, Revista de la Sociedad Argentina de Ciencias Naturales, sér. C, vol. 41, p. 151-157.